# Ямакуни (река)
Ямакуни или Ямагуни-Гава (яп. 山国川 Ямакунигава) — река в Японии на острове Кюсю. Протекает по территории префектур Оита и Фукуока.
Исток реки находится под горой Хико (英彦山, высотой 1200 м), на территории посёлка Ямакуни (сегодня - часть города Накацу). В верховьях она протекает через посёлки Ямакуни и Ябакей, в неё впадают реки Ямауцури и Атода. Потом она протекает по равнине Накацу, где в неё впадают притоки Томоэда и Курокава. Ниже моста Ямакуни от реки ответвляется рукав Накацу-гава, после чего оба впадают в плёс Суо-нада Внутреннего Японского моря.
Длина реки составляет 56 км, на территории её бассейна (540 км²) проживает около 31000 человек. Согласно японской классификации, Ямакуни является рекой первого класса.
Около 91 % бассейна реки занимает природная растительность, около 7 % — сельскохозяйственные земли, около 2 % застроено.
Уклон реки в верховьях и среднем течении составляет около 1/200, в низовьях — 1/500-1/1000. Среднегодовая норма осадков в горных областях бассейна составляет около 1900 мм в год, а в низовьях около 1500 мм в год.
В XX и XXI веках крупнейшие наводнения происходили в 1918, 1944, 1953 и 2012 годах. Во время наводнения 1918 года погибло или пропало без вести 10 человек, более 300 домов было затоплено. В 1953 году погиб один человек, было затоплено более 3000 домов.